# Rothus aethiopicus
Espèce
Synonymes
- Ocyale aethiopicus Pavesi, 1883
- Rothus purpurissatus Simon, 1898
- Rothus catenulatus Simon, 1898
- Rothus lineatus Pocock, 1902
- Rothus magnus Caporiacco, 1940
- Rothus upembanus Roewer, 1955
- Rothus pictus Roewer, 1955
- Rothus mossamedesus Roewer, 1955
- Rothus vestitus Roewer, 1955

Rothus aethiopicus est une espèce d'araignées aranéomorphes de la famille des Pisauridae.

## Distribution
Cette espèce se rencontre en Éthiopie, au Kenya, au Rwanda, au Congo-Kinshasa, au Mozambique, en Afrique du Sud, au Eswatini, en Angola, en Cameroun, en Égypte et en Israël.

## Description

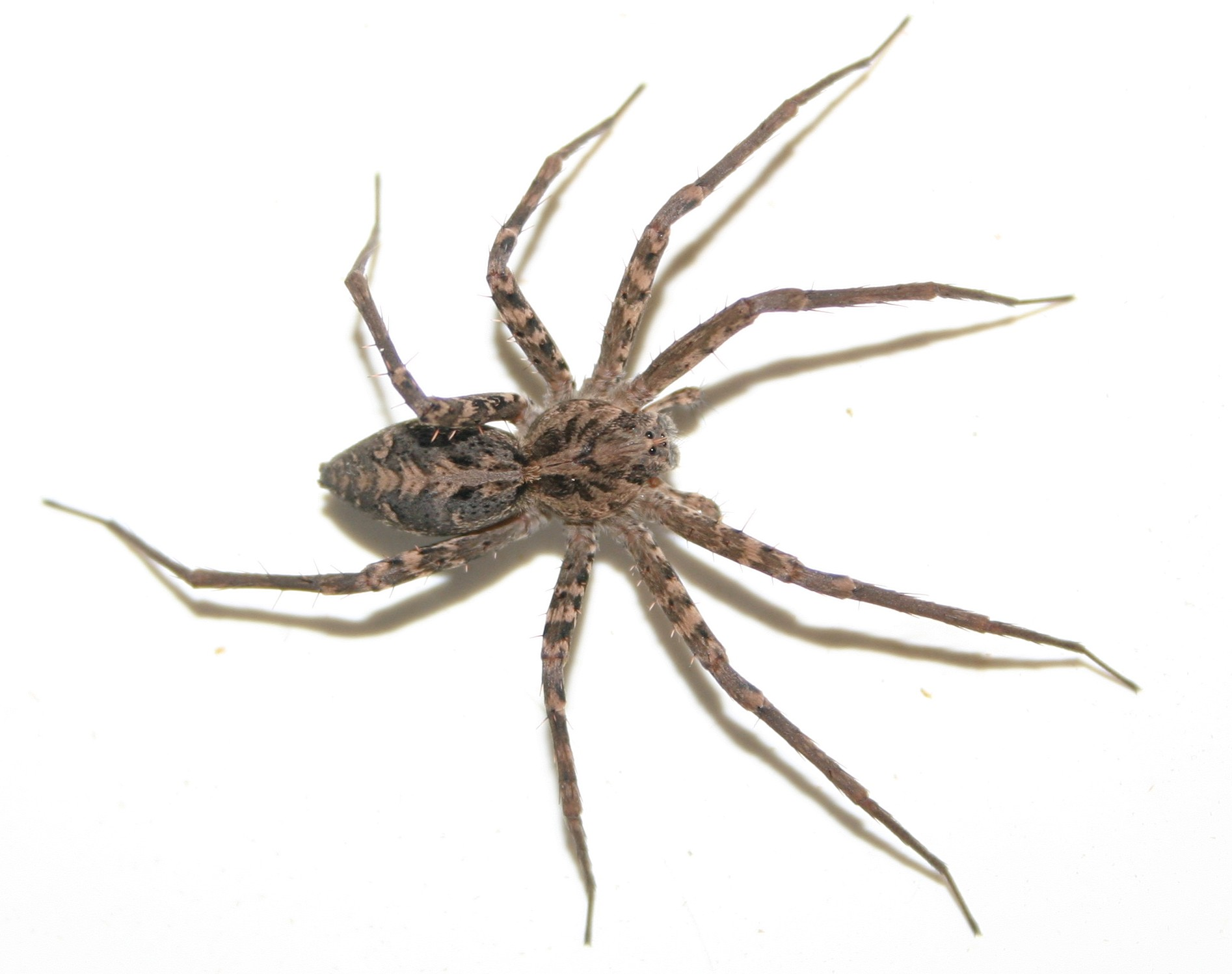
Rothus aethiopicus

Le mâle syntype mesure 11 mm.
Les mâles mesurent de 11,2 à 11,5 mm et les femelles de 11,0 à 14,93 mm.

## Systématique et taxinomie
Cette espèce a été décrite sous le protonyme Ocyale aethiopicus par Pavesi en 1883. Elle est placée dans le genre Rothus par Simon en 1907.
Rothus purpurissatus, Rothus catenulatus, Rothus lineatus, Rothus magnus, Rothus upembanus, Rothus pictus, Rothus mossamedesus et Rothus vestitus ont été placées en synonymie par Silva et Sierwald en 2015.

## Étymologie
Son nom d'espèce lui a été donné en référence au lieu de sa découverte, Éthiopie.

## Publication originale
- Pavesi, 1883 : « Studi sugli aracnidi africani. III. Aracnidi del regno di Scioa e considerazioni sull'aracnofauna d'Abissinia. » Annali del Museo civico di storia naturale di Genova, vol. 20, p. 1-105 (texte intégral).